# Kafr Awan
Kafr Awan (arab. ‏كفرعوان‎) – miejscowość w Jordanii, w muhafazie Irbid. W 2015 roku liczyła 13 056 mieszkańców.